# Gimnastică la Jocurile Olimpice de vară din 1896 - Sărituri (masculin)
Proba masculină de gimnastică sărituri de la Jocurile Olimpice de vară din 1896 a avut loc pe 9 aprilie 1896. Au concurat 15 sportivi din cinci națiuni. Germanii au cucerit medaliile de aur și de bronz, în timp ce Zutter a câștigat argintul pentru Elveția.

## Context
Aceasta a fost prima apariție a probei, care este una dintre cele cinci probe pe aparate care au avut loc de fiecare dată când au existat probe pe aparate la Jocurile Olimpice de vară (nu au fost organizate probe pe aparate în 1900, 1908, 1912 sau 1920). Concurenții au fost: 10 germani plus cinci bărbați din alte patru națiuni. Săritura masculină a fost una dintre cele patru probe din 1896 care nu a avut concurenți greci.

## Formatul competiției
În cadrul evenimentului s-a folosit un „cal de săritură” aliniat paralel cu zona de alergare a probei (în loc de „masa de săritură” modernă, folosită din 2004). Fiecare gimnast a avut la dispoziție două minute și a putut executa câte sărituri a dorit în acest timp. Arbitrii au acordau premiile, dar se știu puține lucruri despre punctaj și clasamente.

## Program
Proba de sărituri a avut loc în după-amiaza celei de-a patra zile de probe, după probele de 800 de metri, bare paralele pe echipe și bară orizontală pe echipe.
| Dată                | Dată                | Oră         | Etapă  |
| Gregorian           | Iulian              | Oră         | Etapă  |
| ------------------- | ------------------- | ----------- | ------ |
| Joi, 9 aprilie 1896 | Joi, 28 martie 1896 | După amiază | Finală |

## Rezultate
| Loc  | Sportiv             | Țară     |
| ---- | ------------------- | -------- |
| 1    | Carl Schuhmann      | Germania |
| 2    | Louis Zutter        | Elveția  |
| 3    | Hermann Weingärtner | Germania |
| 4–15 | Konrad Böcker       | Germania |
| 4–15 | Charles Champaud    | Bulgaria |
| 4–15 | Alfred Flatow       | Germania |
| 4–15 | Gustav Flatow       | Germania |
| 4–15 | Georg Hilmar        | Germania |
| 4–15 | Gyula Kakas         | Ungaria  |
| 4–15 | Fritz Manteuffel    | Germania |
| 4–15 | Karl Neukirch       | Germania |
| 4–15 | Richard Röstel      | Germania |
| 4–15 | Gustav Schuft       | Germania |
| 4–15 | Henrik Sjöberg      | Suedia   |
| 4–15 | Desiderius Wein     | Ungaria  |